# Lac salé de Limassol
Le Lac salé de Limassol (grec moderne : Αλυκή Λεμεσού ; également connu sous le nom de Lac salé d’Akrotíri, grec moderne : Αλυκή Ακρωτηρίου) est le plus grand plan d'eau intérieur de l'île de Chypre.
Il se trouve dans l’enclave britannique d’Akrotiri, administré en tant que territoire des bases souveraines ; spécifiquement dans le territoire des bases souveraines occidentales.
Il se situe au sud-ouest de la vaste ville de Limassol et mesure 10,65 km2.
Selon une brochure de BirdLife (Chypre), son point le plus bas se trouve à 2,7 m en dessous du niveau de la mer, et, à son point le plus profond, la profondeur de l'eau atteint environ un mètre.
Une étude indique que la profondeur maximale du lac salé atteint 2,8 m en dessous du niveau moyen de la mer en hiver.
Une entrée de BirdLife International pour une zone incluant le lac indique que l'altitude minimale de cette zone est de 0 m.
Les géologues émettent l'hypothèse que le lac se forme par la jonction progressive d'une île au large, située au sud de la côte de Chypre.
Le lac se dessèche en été.

## Écologie
Le lac lui-même est considéré comme l'une des zones humides les plus importantes de la région méditerranéenne orientale.
La faible profondeur du lac (plus de la moitié du lac présente une profondeur inférieure à 30 cm) attire des milliers d'oiseaux échassiers qui l'utilisent comme halte lors des saisons migratoires entre l'Afrique et l'Europe[réf. nécessaire].
BirdLife International estime qu'entre 2 000 flamant roses et 20 000 flamant roses (Phoenicopterus roseus) passent les mois d'hiver sur le lac.

## Antennes britanniques
En 2003, le ministère britannique de la Défense suscite une certaine controverse en construisant deux antennes gigantesques dans le cadre de son réseau de poste d'écoute radio au Moyen-Orient.
Des écologistes locaux et européens s'inquiètent du fait que la proximité des postes d'écoute avec cet écosystème puisse avoir un impact significatif sur la faune,,.

## Galerie

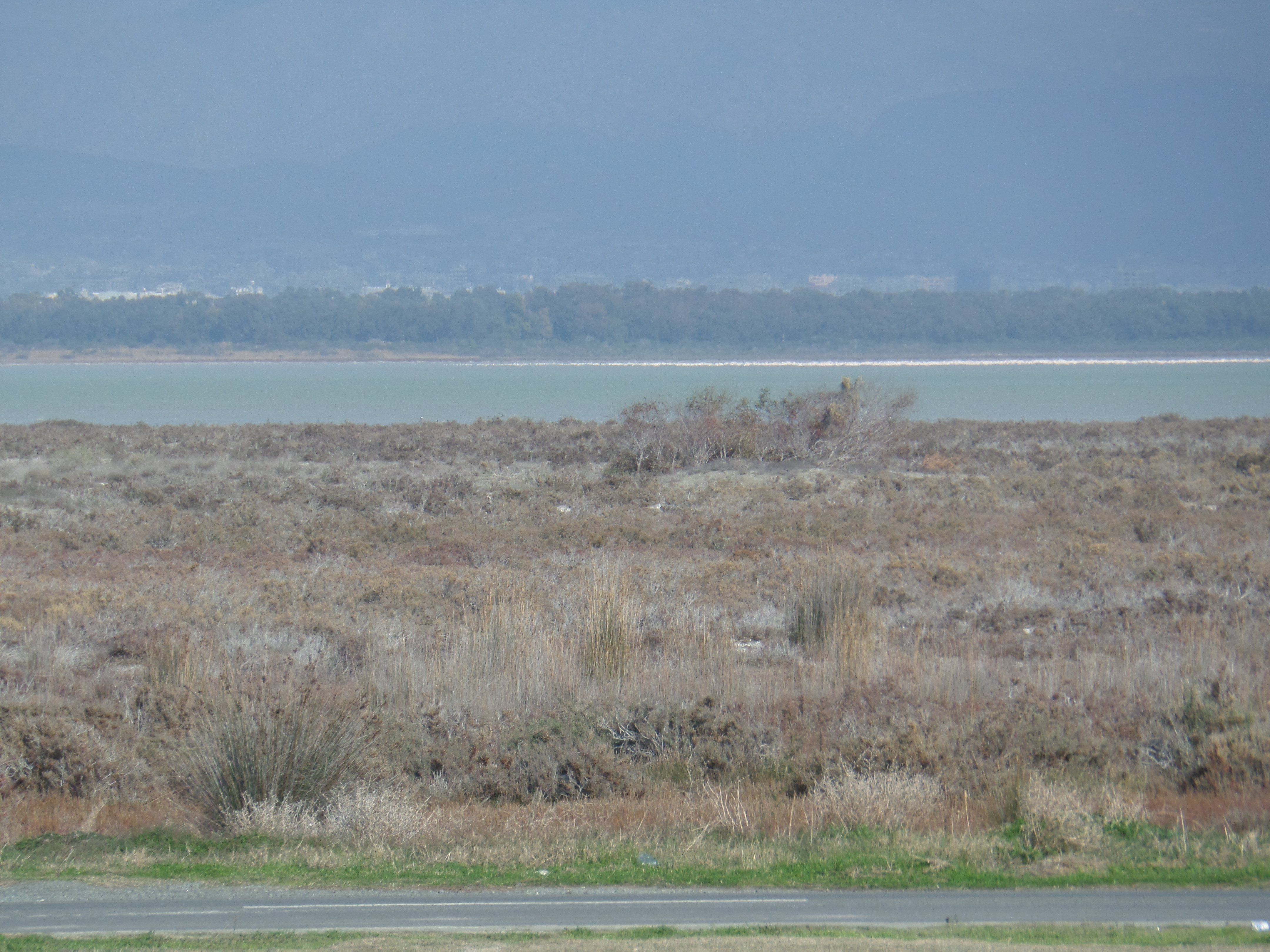
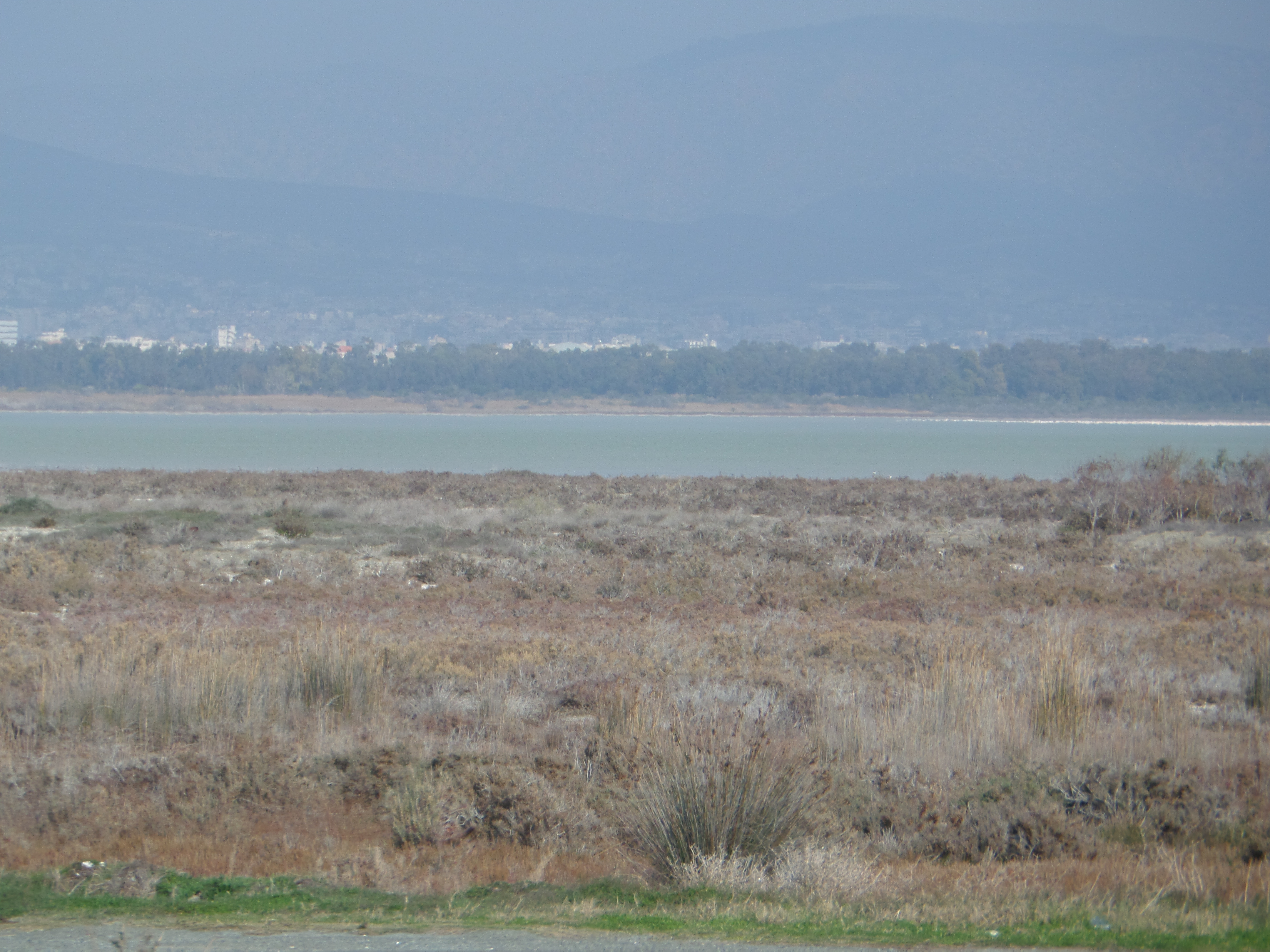
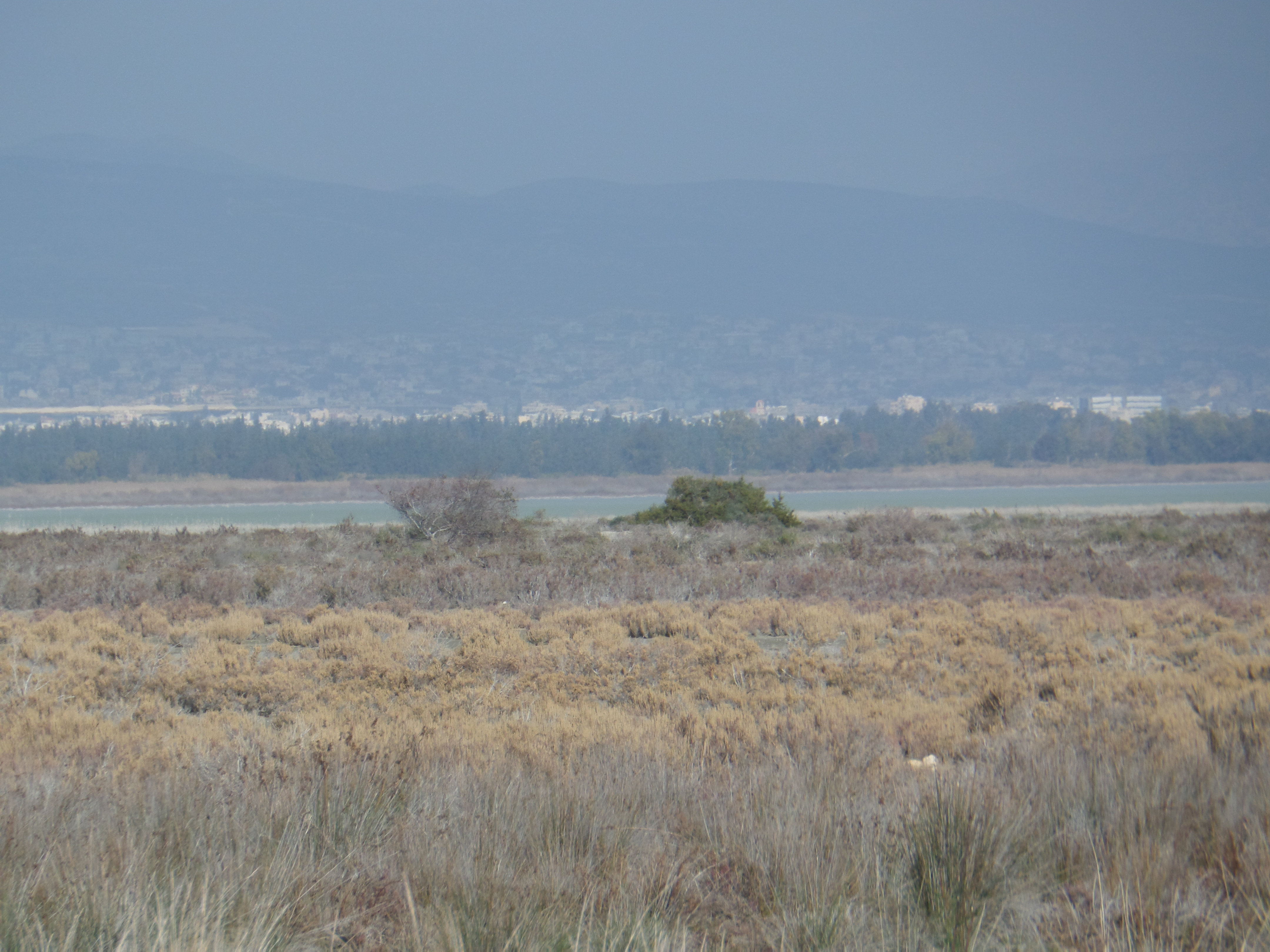
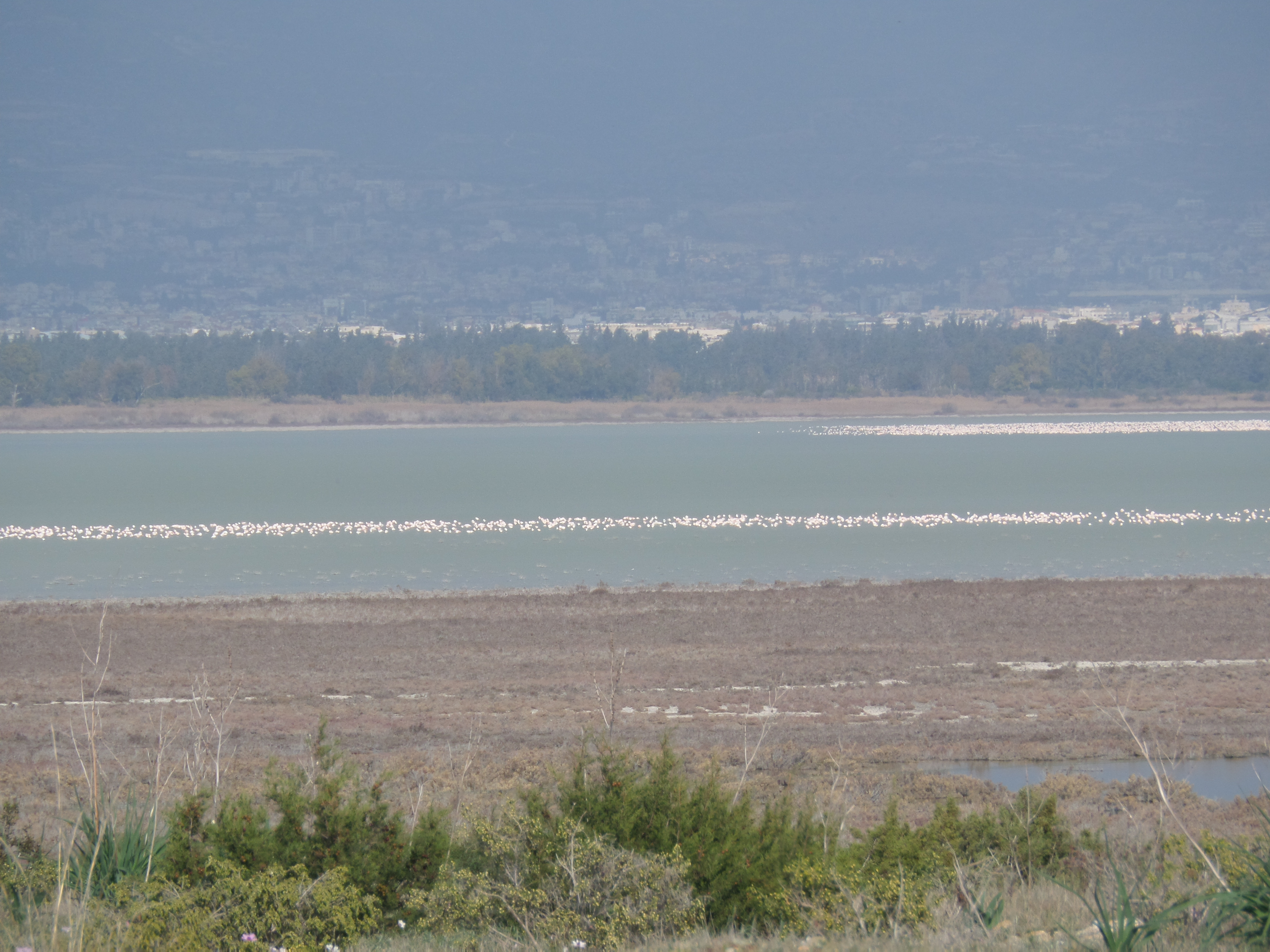
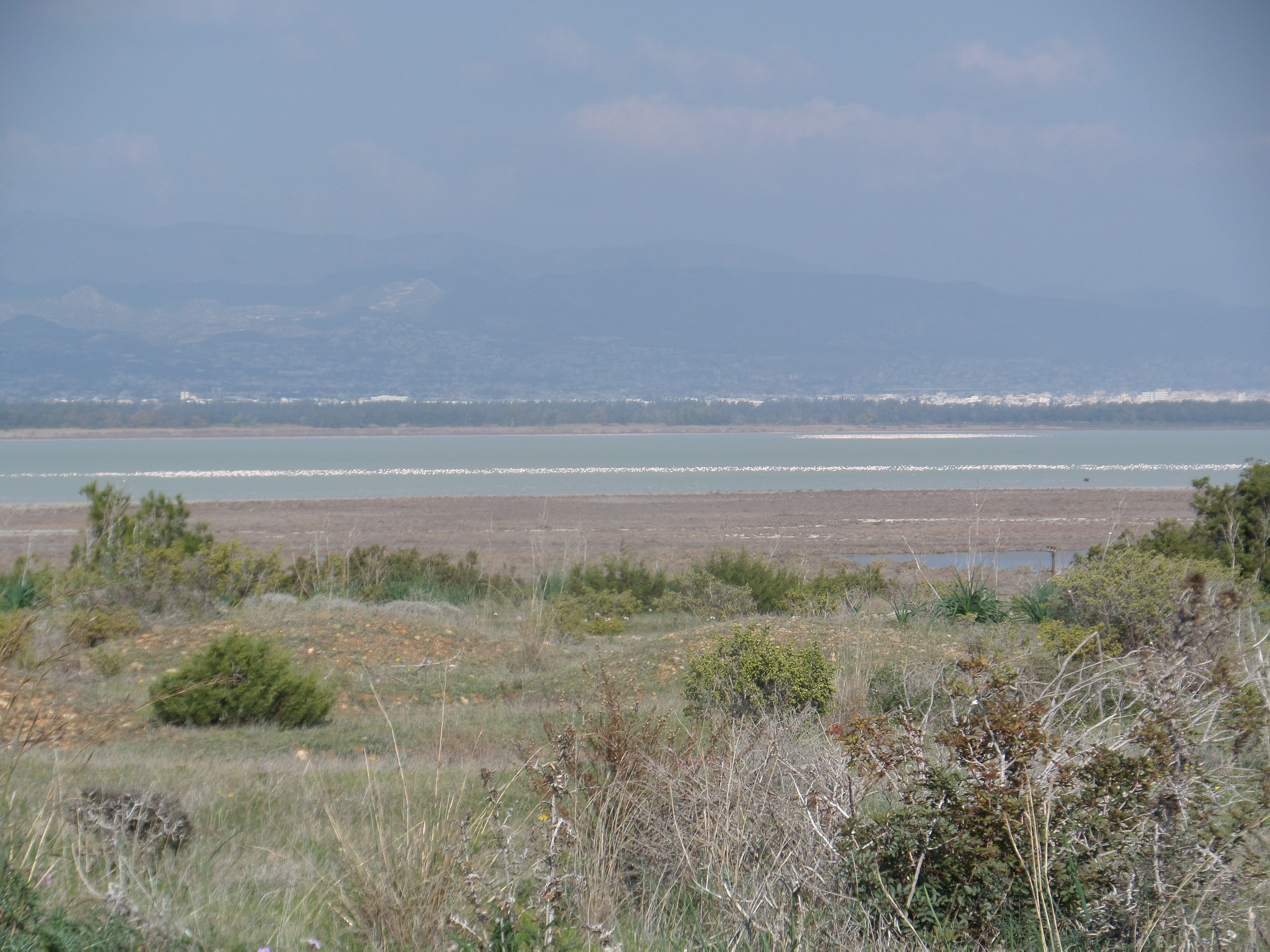
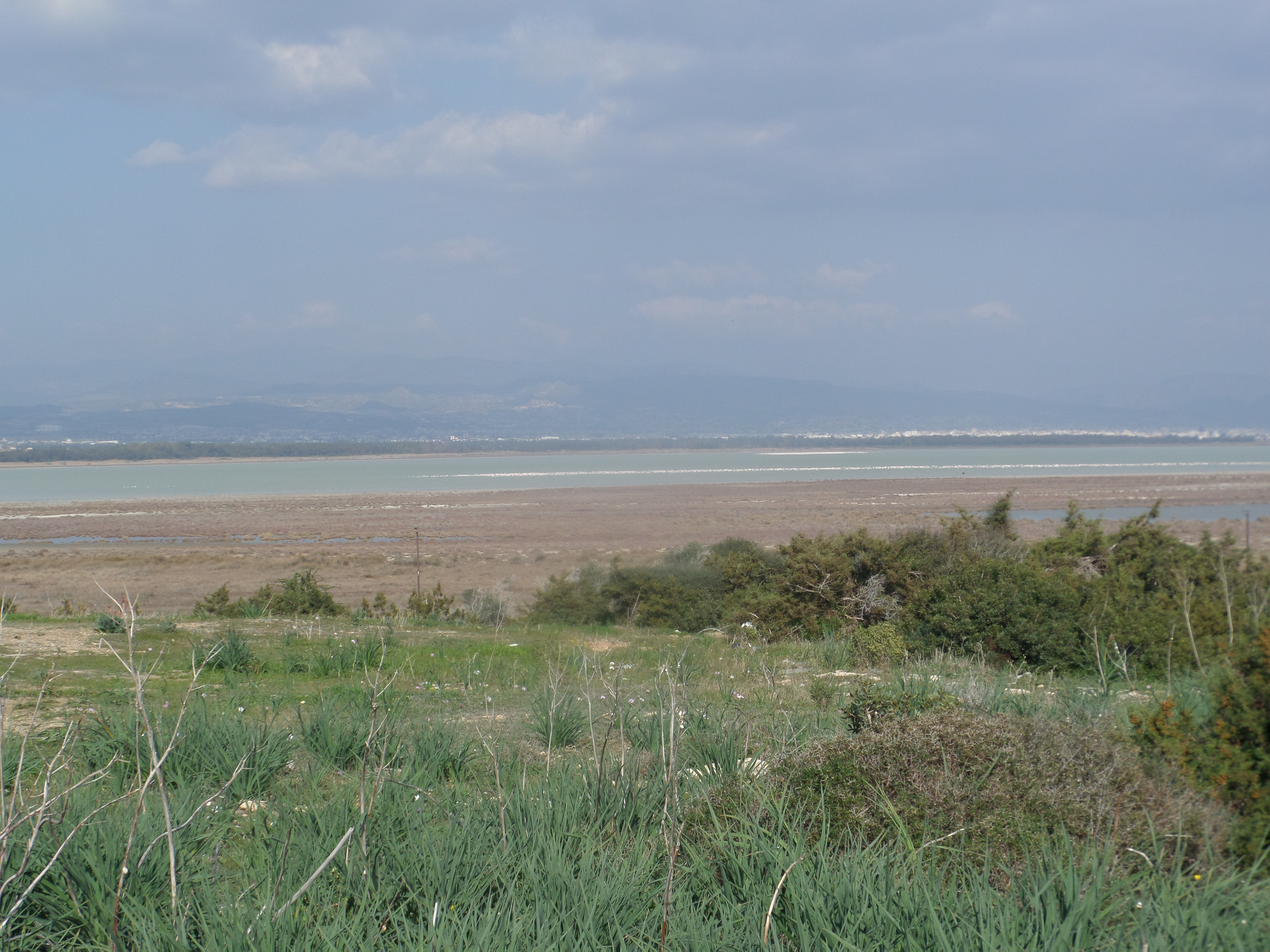
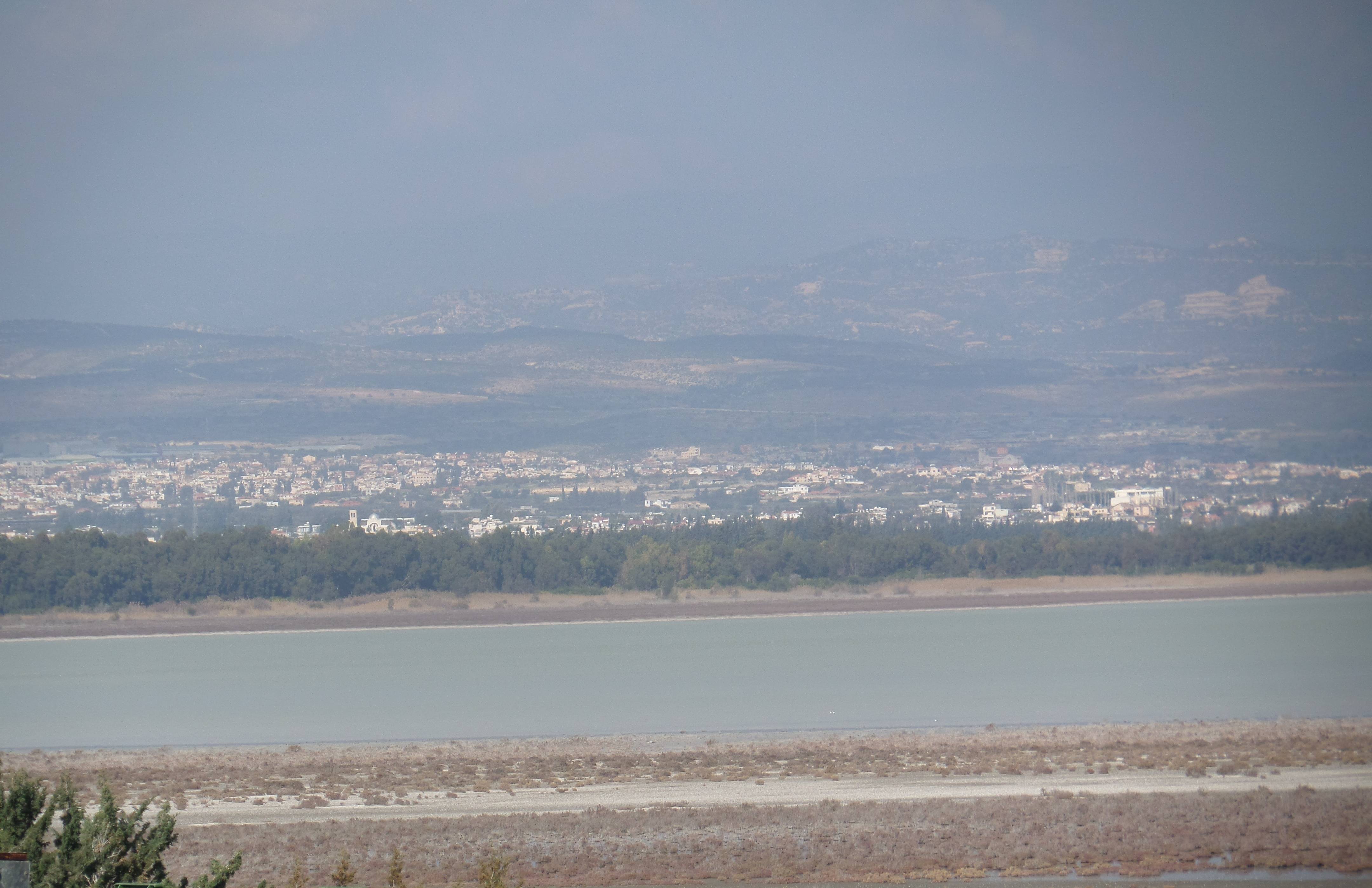
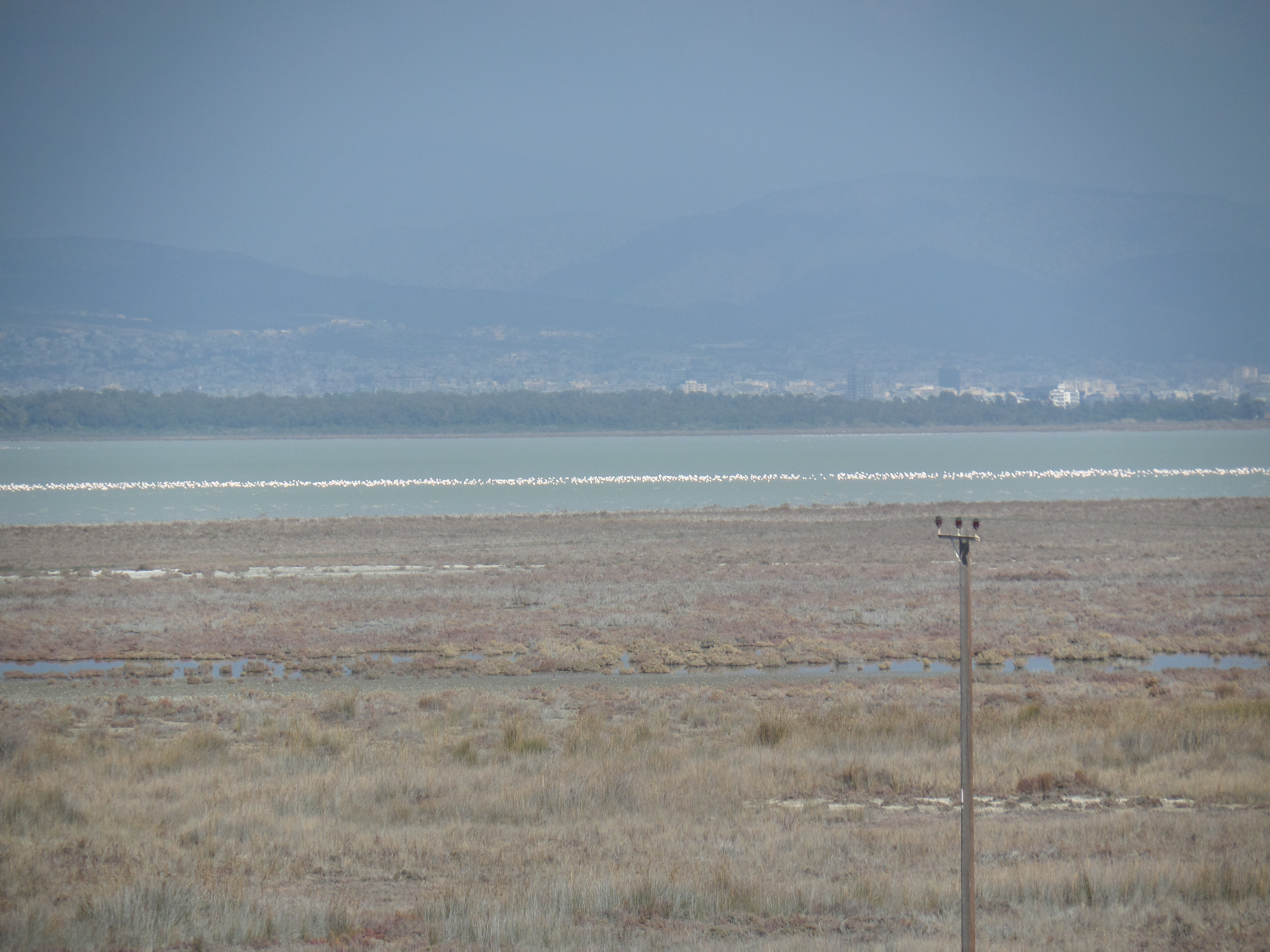
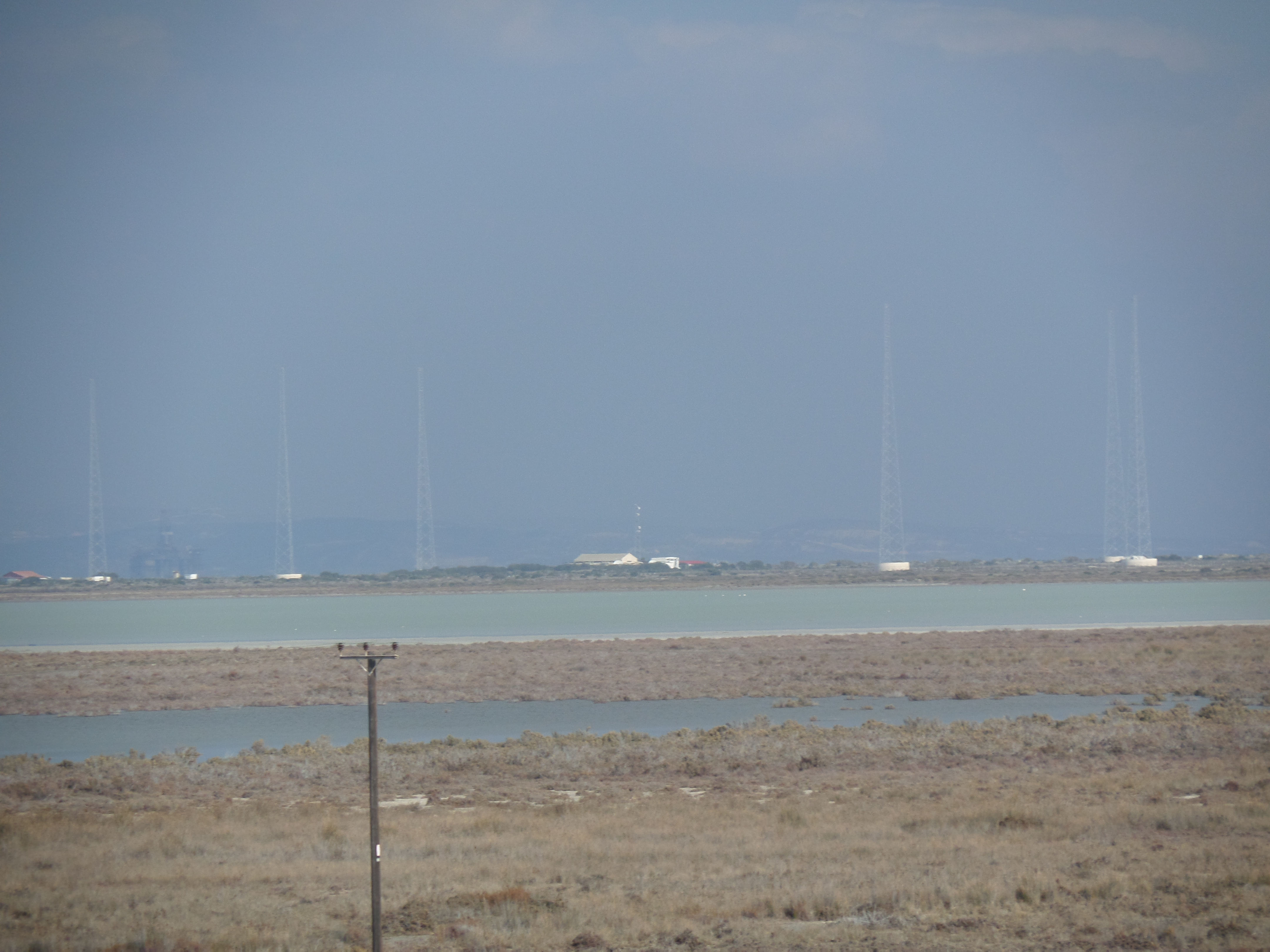
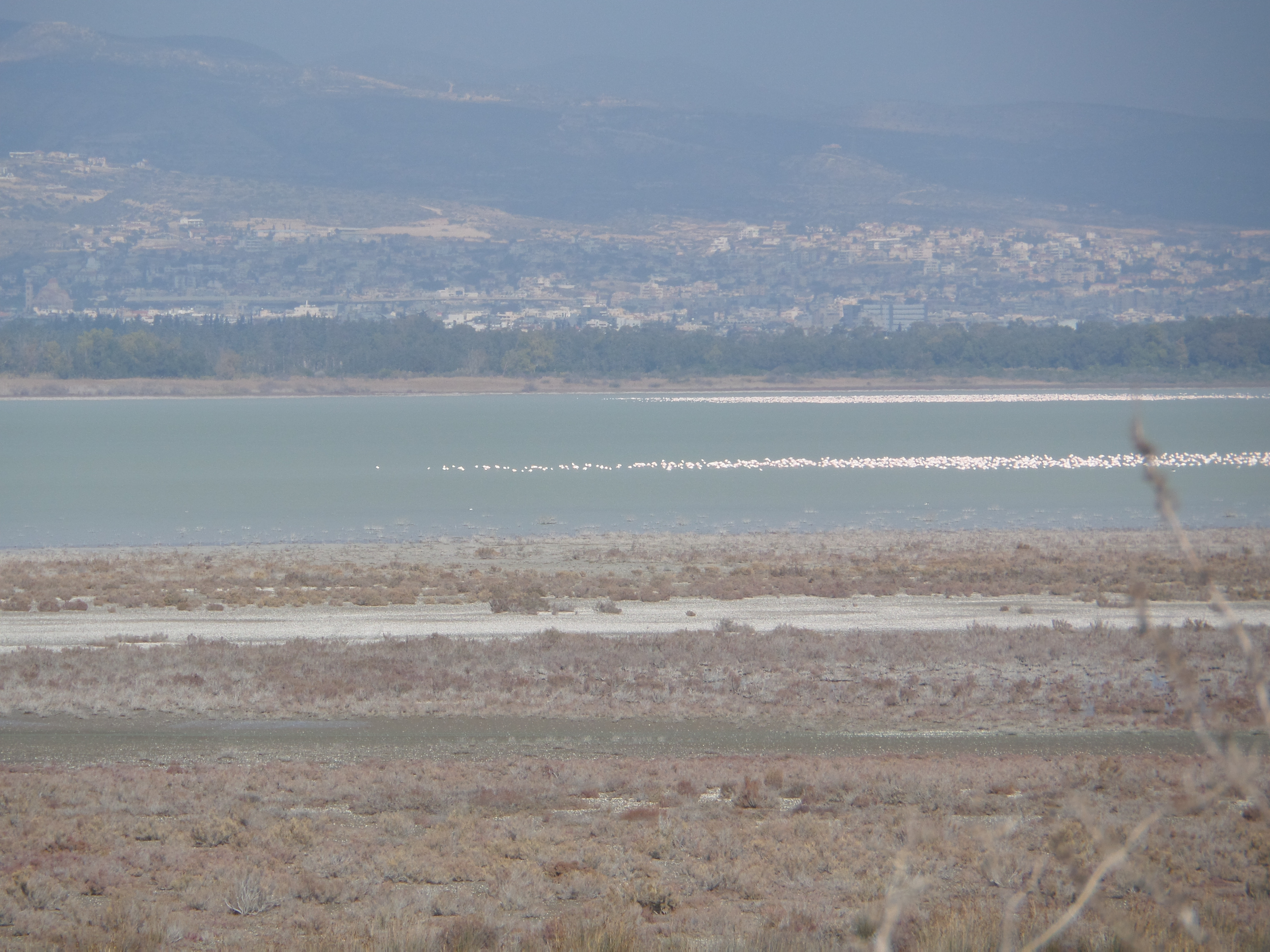
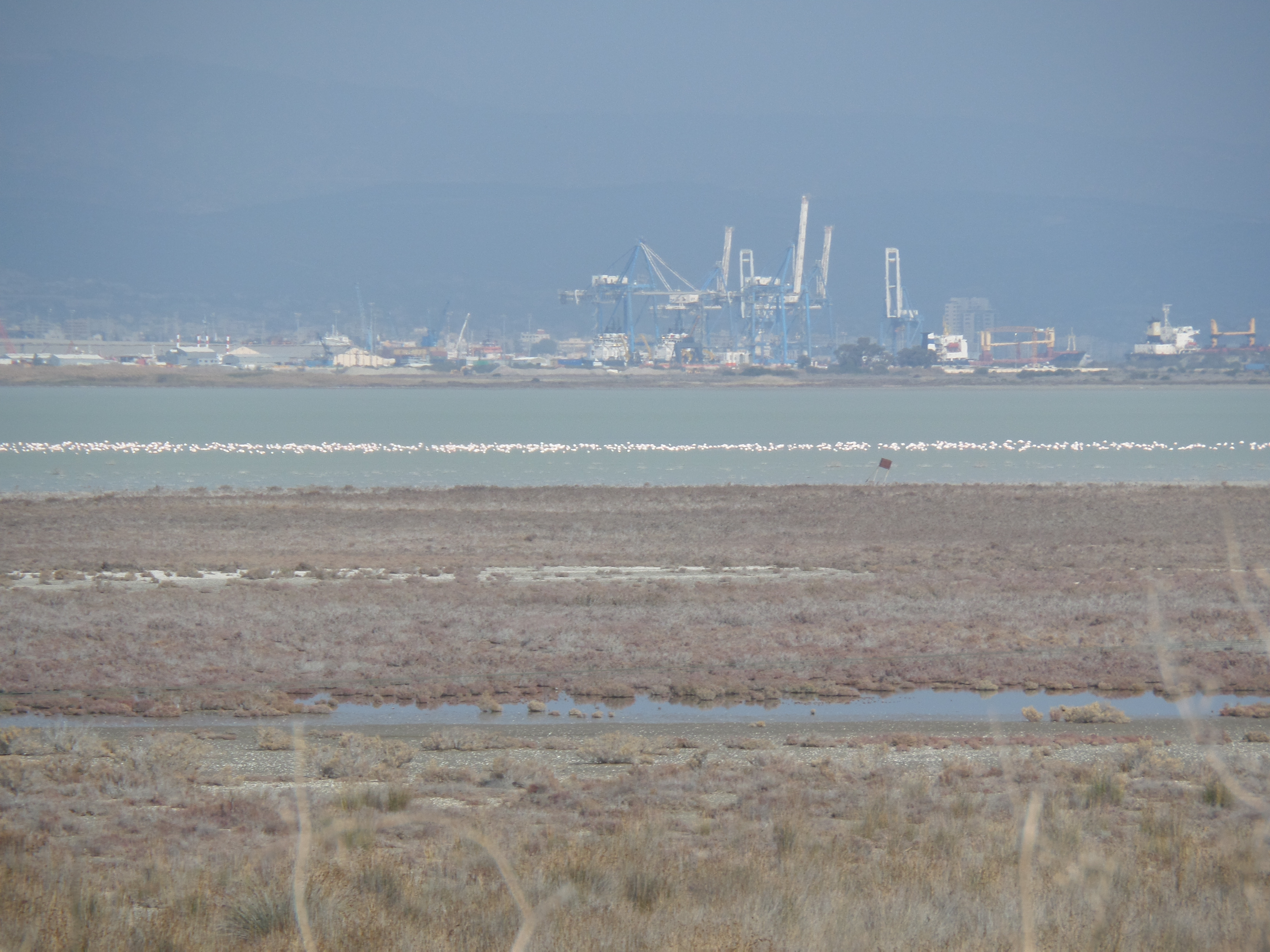
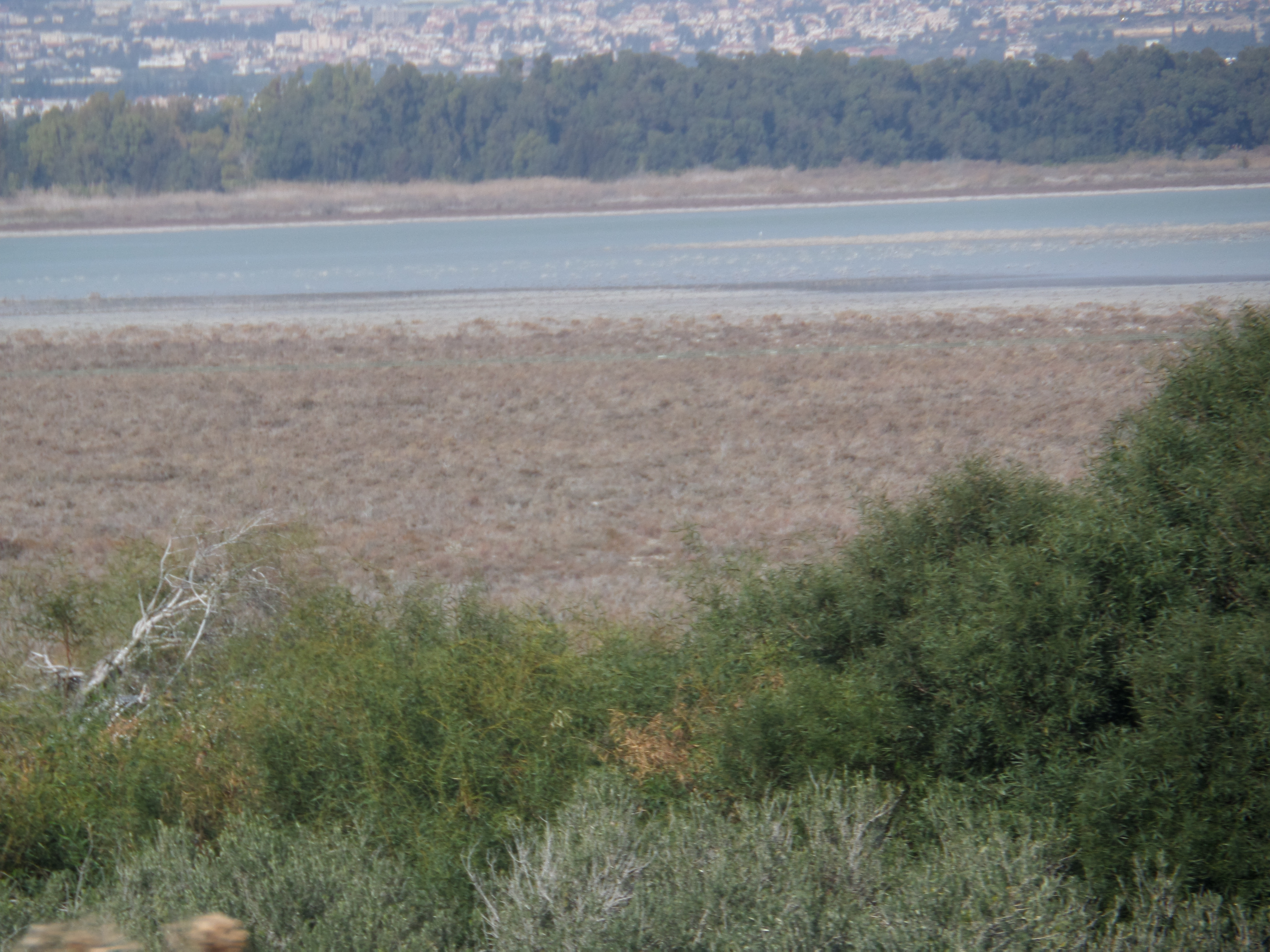
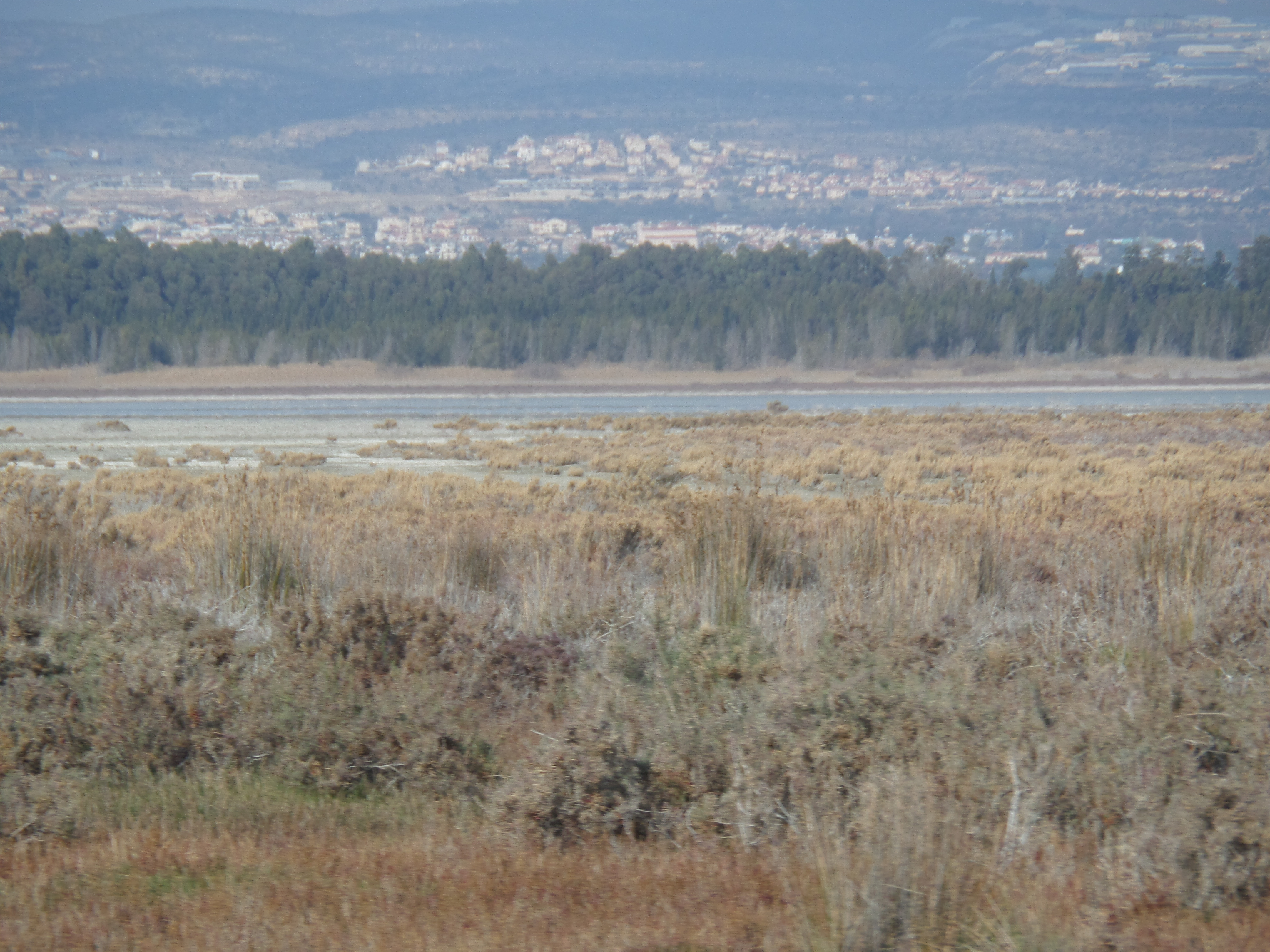